# Grzegorz Proksa
Grzegorz Proksa (ur. 23 listopada 1984 w Mysłowicach) – polski bokser, były mistrz Europy w wadze średniej.

## Życiorys
Grzegorz Proksa rozpoczął treningi 15 lutego 1999 w klubie Victoria Jaworzno pod okiem szkoleniowca Roberta Kopytka. W 2001 zdobył tytuł mistrza Polski juniorów w wadze lekkiej. W 2003 zdobył tytuł młodzieżowego mistrza Polski w wadze lekkopółśredniej oraz tytuł młodzieżowego wicemistrza Europy także tej wagi.
W 2004 zdobył tytuł młodzieżowego mistrza Polski wagi półśredniej i nagrodę najlepszego zawodnika tejże imprezy. We wrześniu zdobył również tytuł mistrza Polski w gronie seniorów. 15 grudnia 2004 podpisał zawodowy kontrakt z promotorem Krzysztofem Zbarskim. Jego trenerem został węgierski szkoleniowiec Laszlo Veres.
3 marca 2006 Grzegorz Proksa (Polish Boxing Promotion) wywalczył w Borough Hall w angielskim Hartlepool wakujące tytuły młodzieżowego mistrza świata organizacji WBC i IBF w wadze średniej, po zwycięstwie nad Belgiem Kennethem Van Eesvelde przez techniczny nokaut w siódmej rundzie. Bezpośrednią przyczyną przerwania walki było pogłębiające się pęknięcie lewego łuku brwiowego Kennetha. 13 października 2006 Proksa obronił tytuły młodzieżowego mistrza świata federacji WBC i IBF w wadze średniej. Polak pokonał na punkty (100:89, 99:92, 100:89) Argentyńczyka Ignacio Fragę. 15 grudnia 2006 ‘Super G’ w londyńskim Town Hall zdecydowanie pokonał na punkty Stevena Conwaya. Była to 9. walka i jednocześnie dziewiąte zwycięstwo Polaka na zawodowym ringu.
2 marca 2007 naprzeciw Grzegorza stanął weteran ringów Ojay Abrahams. Jednostronna walka zakończyła się z powodu kontuzji dłoni Anglika. Kolejną walkę w obronie pasów MMŚ Grzegorz Proksa stoczył 21-lipca. Pokonał Rumuna Vitalija Banivura, zwyciężając po raz 11. na zawodowym ringu. Następną stoczył 12 października 2007, kiedy pokonał Gottharda Hintereggera oraz 15 grudnia tego samego roku z Niemcem Andreiem Rimerem.
12 kwietnia 2008 Proksa wygrał na punkty z Jairo Alvarezem z Wenezueli. Kolejna odbyła się 10 października, kiedy to pokonał na punkty Rumuna Mihaila Macoveia. Proksa rok zakończył wygraną nad Brytyjczykiem Tazem Jonesem (nokaut w 4. rundzie).
12 lutego 2010 Grzegorz Proksa zdobył pas EBU-EU (Unii Europejskiej) w wadze średniej w walce z Tyan Bootha przez techniczny nokaut. Kolejną walkę odbył w lipcu 2010, gdzie w cztery rundy „rozmontował” obronę doświadczonego testera, Alexa Spitko.
Kolejnym jego krokiem było podjęcie współpracy ze znanym z grupy KnockOut Promotions trenerem, Fiodorem Łapinem. W jego narożniku po raz pierwszy pojawił się w walce z dużo niżej notowanym zawodnikiem z Ghany, Theophilusem Tettehem. Polak wygrał ten pojedynek.
1 października 2011 pokonał przez poddanie w trzeciej rundzie byłego mistrza świata wagi średniej Sebastiana Sylvestra zdobywając wakujący pas mistrza europy federacji EBU.
28 czerwca 2013 w Jacksonville na Florydzie przegrał jednogłośnie na punkty 94:96, 94:96 i 92:98 w dziesięciorundowym pojedynku z Amerykaninem Sergio Moro.
8 listopada 2014 na gali Polsat Boxing Night w Krakowie przegrał przez nokaut z Maciejem Sulęckim.
Od 2021 jest jednym z komentatorów walk bokserskich dla polskiej sekcji serwisu streamingowego DAZN, a od 2022 także dla Viaplay Polska.

## Kariera zawodowa
| LP | Data       | Miejsce              | Kraj              | Przeciwnik           | Rundy | Wynik    | Jak? |
| -- | ---------- | -------------------- | ----------------- | -------------------- | ----- | -------- | ---- |
| 1  | 05.03.2005 | Las Vegas            | Stany Zjednoczone | Adam Capo            | 1     | Wygrał   | TKO  |
| 2  | 07.05.2005 | Las Vegas            | Stany Zjednoczone | Sean Rawley Wilson   | 2     | Wygrał   | TKO  |
| 3  | 09.09.2005 | Sheffield            | Anglia            | Surinder Sekhon      | 4     | Wygrał   | PTS  |
| 4  | 09.12.2005 | Iver Heath           | Anglia            | David Kehoe          | 3     | Wygrał   | TKO  |
| 5  | 21.01.2006 | Las Vegas            | Stany Zjednoczone | Gene Newton          | 3     | Wygrał   | TKO  |
| 6  | 03.03.2006 | Hartlepool           | Anglia            | Kenneth Van Eesvelde | 7     | Wygrał   | TKO  |
| 7  | 15.09.2006 | Londyn               | Anglia            | Ben Hudson           | 4     | Wygrał   | PTS  |
| 8  | 13.10.2006 | Port Talbot          | Walia             | Ignacio Lucero Fraga | 10    | Wygrał   | UD   |
| 9  | 15.12.2006 | Londyn               | Anglia            | Steve Conway         | 6     | Wygrał   | PTS  |
| 10 | 02.03.2007 | Port Talbot          | Walia             | Ojay Abrahams        | 2     | Wygrał   | RDT  |
| 11 | 20.07.2007 | Wolverhampton        | Anglia            | Vitali Banivur       | 4     | Wygrał   | TKO  |
| 12 | 12.10.2007 | Peterlee             | Anglia            | Gotthard Hinteregger | 2     | Wygrał   | TKO  |
| 13 | 15.12.2007 | Dessau-Roßlau        | Niemcy            | Andrei Rimer         | 6     | Wygrał   | UD   |
| 14 | 12.04.2008 | Breaffy House Resort | Irlandia          | Jairo Alvarez        | 6     | Wygrał   | PTS  |
| 15 | 10.10.2008 | Barleben             | Niemcy            | Mihai Macovei        | 6     | Wygrał   | UD   |
| 16 | 05.12.2008 | Dagenham             | Wielka Brytania   | Taz Jones            | 4     | Wygrał   | TKO  |
| 17 | 13.03.2009 | Cheshire             | Wielka Brytania   | Lee Noble            | 3     | Wygrał   | TKO  |
| 18 | 12.03.2009 | Merseyside           | Wielka Brytania   | Jamie Coyle          | 3     | Wygrał   | TKO  |
| 19 | 06.11.2009 | Magherafelt          | Wielka Brytania   | Paul Buchanan        | 6     | Wygrał   | TKO  |
| 20 | 12.03.2009 | Londyn               | Wielka Brytania   | Tyan Booth           | 5     | Wygrał   | TKO  |
| 21 | 09.07.2010 | Londyn               | Wielka Brytania   | Alex Spitko          | 4     | Wygrał   | TKO  |
| 22 | 06.11.2010 | Newport              | Walia             | Theophilus Tetteh    | 5     | Wygrał   | TKO  |
| 23 | 05.03.2011 | Huddersfield         | Wielka Brytania   | Joe Rea              | 4     | Wygrał   | KO   |
| 24 | 15.04.2011 | Leganes              | Hiszpania         | Pablo Navascues      | 9     | Wygrał   | KO   |
| 25 | 23.06.2011 | Budapeszt            | Węgry             | Peter Vecsei         | 2     | Wygrał   | TKO  |
| 26 | 01.10.2011 | Neubrandenburg       | Niemcy            | Sebastian Sylvester  | 3     | Wygrał   | RTD  |
| 27 | 17.03.2012 | Sheffield            | Wielka Brytania   | Kerry Hope           | 12    | Przegrał | MD   |
| 28 | 19.05.2012 | Budapeszt            | Węgry             | Rudolf Varga         | 8     | Wygrał   | TKO  |
| 29 | 07.07.2012 | Sheffield            | Wielka Brytania   | Kerry Hope           | 8     | Wygrał   | TKO  |
| 30 | 01.09.2012 | Nowy Jork            | Stany Zjednoczone | Giennadij Gołowkin   | 5     | Przegrał | TKO  |
| 31 | 09.02.2013 | Belfast              | Wielka Brytania   | Norbert Szekeres     | 3     | Wygrał   | PTS  |
| 32 | 28.06.2013 | Jacksonville         | Stany Zjednoczone | Sergio Mora          | 10    | Przegrał | UD   |
| 33 | 08.11.2014 | Kraków               | Polska            | Maciej Sulęcki       | 7     | Przegrał | TKO  |